# VM i håndbold 1961 (mænd)
Verdensmesterskabet i håndbold for mænd 1961 var det fjerde (indendørs) VM i håndbold. Det blev afholdt i Vesttyskland i perioden 1. – 12. marts 1961. Holland og Japan debuterede ved slutrunden.
De 12 deltagende nationer spillede først en indledende runde i fire grupper med tre hold, hvorfra de to bedste i hver gruppe gik videre til hovedrunden, der bestod af to grupper med fire hold. De to gruppevindere gik videre til VM-finalen, mens de to toere gik videre til bronzekampen. De to gruppetreere spillede om 5.pladsen, mens firerne spillede om 7.pladsen.
Rumænien blev verdensmester for første gang ved at slå Tjekkoslovakiet 9-8 i finalen efter to gange forlænget spilletid. Bronzen gik til Sverige, der besejrede værtslandet Tyskland 17-14 i bronzekampen. Danmark blev nr. 5 efter at have vundet over Island i kampen om 5.pladsen.

## Resultater

### Indledende runde

#### Gruppe A
| Dato | Tid   | Kamp                  | Res.  | Pause | Spillested |
| ---- | ----- | --------------------- | ----- | ----- | ---------- |
| 1.3. | 19:00 | Sverige - Norge       | 15-11 | 11-50 | Stuttgart  |
| 2.3  | 19:00 | Norge – Jugoslavien   | 18-17 | 9-9   | Bietigheim |
| 3.3. | 19:00 | Sverige – Jugoslavien | 14-12 | 9-8   | Ulm        |

| Hold        | Kampe | Mål   | Point |
| ----------- | ----- | ----- | ----- |
| Sverige     | 2     | 29-23 | 4     |
| Norge       | 2     | 29-32 | 2     |
| Jugoslavien | 2     | 29-32 | 0     |

#### Gruppe B
| Dato | Tid   | Kamp                | Res.  | Pause | Spillested |
| ---- | ----- | ------------------- | ----- | ----- | ---------- |
| 1.3. | 19:00 | Tyskland - Holland  | 33-70 | 11-30 | Vestberlin |
| 2.3. | 19:00 | Frankrig – Holland  | 21-11 | 7-5   | Wolfsburg  |
| 3.3. | 19:00 | Tyskland – Frankrig | 21-70 | 9-2   | Kiel       |

| Hold     | Kampe | Mål   | Point |
| -------- | ----- | ----- | ----- |
| Tyskland | 2     | 54-14 | 4     |
| Frankrig | 2     | 28-32 | 2     |
| Holland  | 2     | 18-54 | 0     |

#### Gruppe C
| Dato | Tid   | Kamp                       | Res.  | Pause | Spillested |
| ---- | ----- | -------------------------- | ----- | ----- | ---------- |
| 1.3. | 18:30 | Tjekkoslovakiet - Japan    | 38-10 | 15-50 | Karlsruhe  |
| 2.3. | 19:00 | Rumænien – Japan           | 29-11 | 14-70 | Haßloch    |
| 3.3. | 19:00 | Tjekkoslovakiet – Rumænien | 12-80 | 3-3   | Freiburg   |

| Hold            | Kampe | Mål   | Point |
| --------------- | ----- | ----- | ----- |
| Tjekkoslovakiet | 2     | 50-18 | 4     |
| Rumænien        | 2     | 37-23 | 2     |
| Japan           | 2     | 21-67 | 0     |

#### Gruppe D
| Dato | Tid   | Kamp              | Res.  | Pause | Spillested    |
| ---- | ----- | ----------------- | ----- | ----- | ------------- |
| 1.3. | 19:50 | Danmark - Island  | 24-13 | 9-6   | Karlsruhe     |
| 2.3. | 19:00 | Island - Schweiz  | 14-12 | 7-7   | Wiesbaden     |
| 3.3. | 19:00 | Danmark - Schweiz | 18-13 | 12-50 | Sankt Ingbert |

| Hold    | Kampe | Mål   | Point |
| ------- | ----- | ----- | ----- |
| Danmark | 2     | 42-26 | 4     |
| Island  | 2     | 27-36 | 2     |
| Schweiz | 2     | 25-32 | 0     |

### Hovedrunde

#### Gruppe 1
| Dato | Tid   | Kamp                       | Res.  | Pause | Spillested |
| ---- | ----- | -------------------------- | ----- | ----- | ---------- |
| 5.3. | 16:00 | Sverige - Frankrig         | 15-11 | 7-6   | Stuttgart  |
| 5.3. | 17:20 | Tjekkoslovakiet - Island   | 15-15 | 10-70 | Stuttgart  |
| 7.3. |       | Sverige – Island           | 18-10 | 9-3   | Essen      |
| 7.3. |       | Tjekkoslovakiet – Frankrig | 25-60 | 11-30 | Essen      |
| 9.3. | 18:30 | Island – Frankrig          | 20-13 | 11-30 | Homberg    |
| 9.3. | 19:00 | Tjekkoslovakiet – Sverige  | 15-10 | 10-50 | Vestberlin |

| Hold            | Kampe | Mål   | Point |
| --------------- | ----- | ----- | ----- |
| Tjekkoslovakiet | 3     | 55-31 | 5     |
| Sverige         | 3     | 43-36 | 4     |
| Island          | 3     | 45-46 | 3     |
| Frankrig        | 3     | 30-60 | 0     |

#### Gruppe 2
| Dato | Tid   | Kamp                | Res.  | Pause | Spillested |
| ---- | ----- | ------------------- | ----- | ----- | ---------- |
| 5.3. | 16:00 | Rumænien - Danmark  | 15-13 | 6-7   | Dortmund   |
| 5.3. | 17:20 | Tyskland - Norge    | 15-80 | 10-40 | Dortmund   |
| 7.3. |       | Danmark – Norge     | 10-90 | 6-7   | Krefeld    |
| 7.3. |       | Rumænien – Tyskland | 12-90 | 7-5   | Krefeld    |
| 9.3. | 18:30 | Rumænien – Norge    | 16-14 | 9-6   | Münster    |
| 9.3. | 19:50 | Tyskland – Danmark  | 15-13 | 6-4   | Münster    |

| Hold     | Kampe | Mål   | Point |
| -------- | ----- | ----- | ----- |
| Rumænien | 3     | 43-36 | 6     |
| Tyskland | 3     | 39-33 | 4     |
| Danmark  | 3     | 36-39 | 2     |
| Norge    | 3     | 31-41 | 0     |

### Finalekampe
| Dato               | Tid   | Kamp                       | Res.     | Pause | Spillested |
| Kamp om 7.-pladsen |       |                            |          |       |            |
| 12.3.              |       | Norge - Frankrig           | [0]13-12 | 7-7   | Dortmund   |
| Kamp om 5.-pladsen |       |                            |          |       |            |
| 12.3.              |       | Danmark – Island           | 14-13    | 7-8   | Essen      |
| Bronzekamp         |       |                            |          |       |            |
| 11.3.              |       | Sverige – Tyskland         | 17-14    | 8-9   | Essen      |
| Finale             |       |                            |          |       |            |
| 12.3.              | 16:00 | Rumænien – Tjekkoslovakiet | [0]9-8   | 4-4   | Dortmund   |

### Medaljevindere
| Guld | Sølv | Bronze |
| --- | --- | --- |
| Rumænien | Tjekkoslovakiet | Sverige |
| Ioan Bogolea Mihai Redl George Bădulescu Aurel Bulgaru Gheorghe Coman Mircea Costache I Mircea Costache II George Covaciu Virgil Hnat Petre Ivănescu Ioan Moser Olimpiu Nodea Cornel Oțelea Otto Telman | František Arnošt Karel Čermák Václav Duda Antonín Frolo Rudolf Havlík František Herman Karol Lukošík Vojtěch Mareš Oskar Poliak Jaroslav Provazník Zdeněk Rada Dušan Ruža Jaroslav Skála František Šobora Josef Trojan Jiří Vícha | Rolf Almqvist Gunnar Brusberg Hans Collin Uno Danielsson Bengt Johansson Kjell Jönsson Hans Karlsson Gunnar Kämpendahl Lennart Kärrström Donald Lindblom Hans Olsson Karl-Oskar Olsson Stig-Lennart Olsson Åke Reimer Lennart Ring Rune Åhrling |

### Samlet rangering
| VM 1961 | VM 1961         |
| ------- | --------------- |
| Guld    | Rumænien        |
| Sølv    | Tjekkoslovakiet |
| Bronze  | Sverige         |
| 4.      | Tyskland        |
| 5.      | Danmark         |
| 6.      | Island          |

| VM 1961 | VM 1961     |
| ------- | ----------- |
| 7.      | Norge       |
| 8.      | Frankrig    |
| 9.      | Jugoslavien |
| 9.      | Schweiz     |
| 9.      | Holland     |
| 9.      | Japan       |

## Kvalifikation
Slutrunden havde deltagelse af 12 hold. Heraf var de fem pladser fordelt på forhånd til værtslandet Vesttyskland, de forsvarende mestre Sverige, Island, Japan fra Asien og Brasilien fra Panamerika.
De resterende 17 tilmeldte hold spillede i perioden oktober 1960 til januar 1961 i kvalifikationen om de syv ledige pladser ved slutrunden. De 17 hold blev inddelt i syv grupper, hvorfra vinderne kvalificerede sig til slutrunden. Efterfølgende meldte Panamerikas repræsentant, Brasilien, afbud til slutrunden. Deres plads blev overtaget af Norge, der endte som nr. 2 i kvalifikationsgruppe Nord.

### Gruppe Nord
| Dato   | Kamp              | Res.         | Pause        | Spillested   |
| ------ | ----------------- | ------------ | ------------ | ------------ |
| 17.11. | Danmark – Finland | 26–15        |              | Næstved      |
| 25.11. | Finland – Danmark | 23–24        |              | Helsinki     |
| 27.11. | Norge – Danmark   | 14–22        |              | Oslo         |
| –      | Norge – Finland   | Ikke spillet | Ikke spillet | Ikke spillet |
| –      | Finland – Norge   | Ikke spillet | Ikke spillet | Ikke spillet |
| –      | Danmark – Norge   | Ikke spillet | Ikke spillet | Ikke spillet |

| Hold    | Kampe | Mål   | Point |
| ------- | ----- | ----- | ----- |
| Danmark | 3     | 72-52 | 6     |
| Norge   | 1     | 14-22 | 0     |
| Finland | 2     | 38-50 | 0     |

### Gruppe Vest
| Dato | Kamp                 | Res.  | Pause | Spillested |
| ---- | -------------------- | ----- | ----- | ---------- |
|      | Holland – Luxembourg | 22–12 |       |            |
|      | Luxembourg – Belgien | 21–23 |       |            |
|      | Belgien – Holland    | 12–26 |       |            |

| Hold       | Kampe | Mål   | Point |
| ---------- | ----- | ----- | ----- |
| Holland    | 2     | 48-24 | 4     |
| Belgien    | 2     | 35-47 | 2     |
| Luxembourg | 2     | 33-45 | 0     |

### Gruppe Syd
| Dato   | Kamp                | Res.  | Pause | Spillested          |
| ------ | ------------------- | ----- | ----- | ------------------- |
| 15.10. | Spanien – Frankrig  | 12–12 |       | Madrid              |
| 29.10. | Frankrig – Portugal | 16–70 |       | Bordeaux            |
| 26.11. | Portugal – Spanien  | 16–18 | 8-13  | São João da Madeira |
| 10.12. | Frankrig – Spanien  | 17–90 |       | Paris               |
| 28.12. | Portugal – Frankrig | 09–10 |       | Porto               |
| 14.1.  | Spanien – Portugal  | 14–13 |       | Madrid              |

| Hold     | Kampe | Mål   | Point |
| -------- | ----- | ----- | ----- |
| Frankrig | 4     | 55-37 | 7     |
| Spanien  | 4     | 53-58 | 5     |
| Portugal | 4     | 45-58 | 0     |

### Gruppe Central A
| Dato   | Kamp             | Res.  | Pause | Spillested |
| ------ | ---------------- | ----- | ----- | ---------- |
| 11.12. | Østrig – Schweiz | 11–14 |       | Wien       |
| 7.1.   | Schweiz – Østrig | 12–13 |       | Basel      |

| Hold    | Kampe | Mål   | Point |
| ------- | ----- | ----- | ----- |
| Schweiz | 2     | 26-24 | 2     |
| Østrig  | 2     | 24-26 | 2     |

### Gruppe Central B
| Dato | Kamp                 | Res.  | Pause | Spillested |
| ---- | -------------------- | ----- | ----- | ---------- |
|      | Jugoslavien – Ungarn | 18–14 |       |            |
|      | Ungarn – Jugoslavien | 15–13 |       |            |

| Hold        | Kampe | Mål   | Point |
| ----------- | ----- | ----- | ----- |
| Jugoslavien | 2     | 31-29 | 2     |
| Ungarn      | 2     | 29-31 | 2     |

### Gruppe Øst A
| Dato | Kamp                    | Res.  | Pause | Spillested |
| ---- | ----------------------- | ----- | ----- | ---------- |
|      | Polen – Tjekkoslovakiet | 12–24 |       |            |
|      | Tjekkoslovakiet – Polen | 22–10 |       |            |

| Hold            | Kampe | Mål   | Point |
| --------------- | ----- | ----- | ----- |
| Tjekkoslovakiet | 2     | 46-22 | 4     |
| Polen           | 2     | 22-46 | 0     |

### Gruppe Øst B
| Dato  | Kamp                     | Res.  | Pause | Spillested |
| ----- | ------------------------ | ----- | ----- | ---------- |
| 5.1.  | Sovjetunionen – Rumænien | 12–90 |       | Moskva     |
| 15.1. | Rumænien – Sovjetunionen | 18–13 |       | Bucuresti  |

| Hold          | Kampe | Mål   | Point |
| ------------- | ----- | ----- | ----- |
| Rumænien      | 2     | 27-25 | 2     |
| Sovjetunionen | 2     | 25-27 | 2     |